# Arghandab (flod)
Arghandab (persiska: ارغنداب رود, Arghandab rud) är ett vattendrag i södra Afghanistan. Det rinner upp i provinsen Ghazni, går västerut genom provinserna Zabol och Kandahar, innan det når Helmand, där det, vid tillräckligt stort flöde, mynnar som vänsterbiflod i Helmandfloden.